# Mariano Roca de Togores
Mariano Roca de Togores y Carrasco, 1:e markis av Molíns, född den 17 augusti 1812 i Albacete, död den 4 september 1889 i Lequeitio, var en spansk skald och statsman.
Roca de Togores, som gjorde en lysande karriär som marin-, inrikes- och statsminister, ambassadör i Paris, London och Rom, var medlem av Spanska akademien, som i honom erkänner en av sina främsta direktörer. Efter 1868 ägnade han sig övervägande åt litteraturen. Roca de Togores slöt sig till den romantiska skola, som i hertigen av Rivas hade sin främste representant. 
Utom lyriska samlingar (Fantasias, Romances med flera) författade Roca de Togores historiska versdramer (Doña María de Molina och El duque de Alba samt La espada de un caballero), som alla utmärker sig för formens elegans och vittnar om författarens djupa bildning. Dessutom är att nämna romanen La manchega och La sepultura de Miguel Cervantes. På uppdrag av Spanska akademien skrev han La vida de Brétón de los Herreros (1883). 